# Église Sainte-Marie de Mont-Saint-Aignan
L'église Sainte-Marie est située à Mont-Saint-Aignan, banlieue de Rouen dans la Seine-Maritime. Elle a été initialement connue comme chapelle Sainte-Marie et comporte une chapelle dédiée à sainte Rita.

## Description
L'église Sainte-Marie est le centre d'une petite église chrétienne « autocéphale » et indépendante fondée par un ancien prêtre de l'Église catholique romaine, Maurice Cantor (1921-2016), refusant certaines orientations prises après le Concile Vatican II et en désaccord avec son archevêque.
L'association loi de 1901 qui lui confère l'existence juridique avait pour titre, en 1974, Association cultuelle de l'église vieille-catholique libérale.
Maurice Cantor a été consacré évêque plusieurs fois et en particulier par un évêque péruvien en rupture de ban,  Mario Cornejo, ancien évêque auxiliaire de Lima ayant quitté l'Église romaine après son mariage. Ainsi Maurice Cantor pouvait-il se prévaloir canoniquement de la succession apostolique.
Cette Église,,, initialement de tradition catholique, admet cependant le mariage des prêtres et l'administration des sacrements aux divorcés. Elle se revendique comme « autocéphale », c'est-à-dire ne relevant d'aucune autre juridiction ecclésiastique. Elle honore aussi sainte Rita et pratique l'exorcisme, la « guérison charismatique » et la bénédiction des voitures.
Elle fait partie du conseil international des églises communautaires, membre du conseil œcuménique des Églises.

## Les évêques
- en 1964 Maurice Cantor - supérieur de l'église de 1964 à 1991
- en 1987 Bernard Cantor
- en 1970 Mario Cornejo
- en 1987 Claude Ducrocq- supérieur de l'église depuis 1991
- en 1987 Roland Fleury